# David Lascelles, 8.º Conde de Harewood
David Henry George Lascelles, 8.º Conde de Harewood (21 de outubro de 1950) é um produtor cinematográfico e aristocrata do Reino Unido (britânico).

## Família
Ele é filho de George Lascelles, 7° Conde de Harewood e de sua primeira esposa, Marion Stein. Através de seu pai, ele é um primo de segundo grau da falecida rainha Elizabeth II do Reino Unido.
Desde janeiro de 2025, ocupa a 65.ª posição na linha de sucessão ao trono britânico.
Lascelles nasceu em Bayswater, Londres, e foi batizado em All Saints' Church, Harewood. Seus padrinhos foram: a Duquesa de Edimburgo (agora Rainha Elizabeth II), a Rainha Mary, a Viscondessa Boyne, Benjamin Britten, Gerald Lascelles, Lady Margaret Lascelles e Erwin Stein.
Em 12 de fevereiro de 1979, David casou-se com Margaret Rosalind Messenger (nascida em 1948). Eles se divorciaram em 1989 e tiveram quatro filhos:
- The Hon. Emily Tsering Shard (n. 23 de novembro de 1975) casada com Matthew Shard (n. 1975). Eles tem três filhos:
  - Isaac Shard (n. 2008)
  - Ida Shard (n. 2008)
  - Otis Shard (n. 2011)
- The Hon. Benjamin George Lascelles (n. 19 de setembro de 1978) casado com Carolina Vélez Robledo. Eles tem um filho:
  - Mateo Lascelles (n. janeiro de 2013)
- Alexander Edgar Lascelles, Visconde Lascelles (n. 13 de maio de 1980); vive com Laleh Yeganegy com quem tem um filho:
  - Leo Cyrus Anthony Lascelles (n. 2008)
  - Ivy Lascelles (n.2018)
  - Kit Moon William Lascelles (n.2023)
- The Hon. Edward David Lascelles (n. 19 de novembro de 1982); casado com Sophie Cartlidge